# Фольксгартен (Мёнхенгладбах)

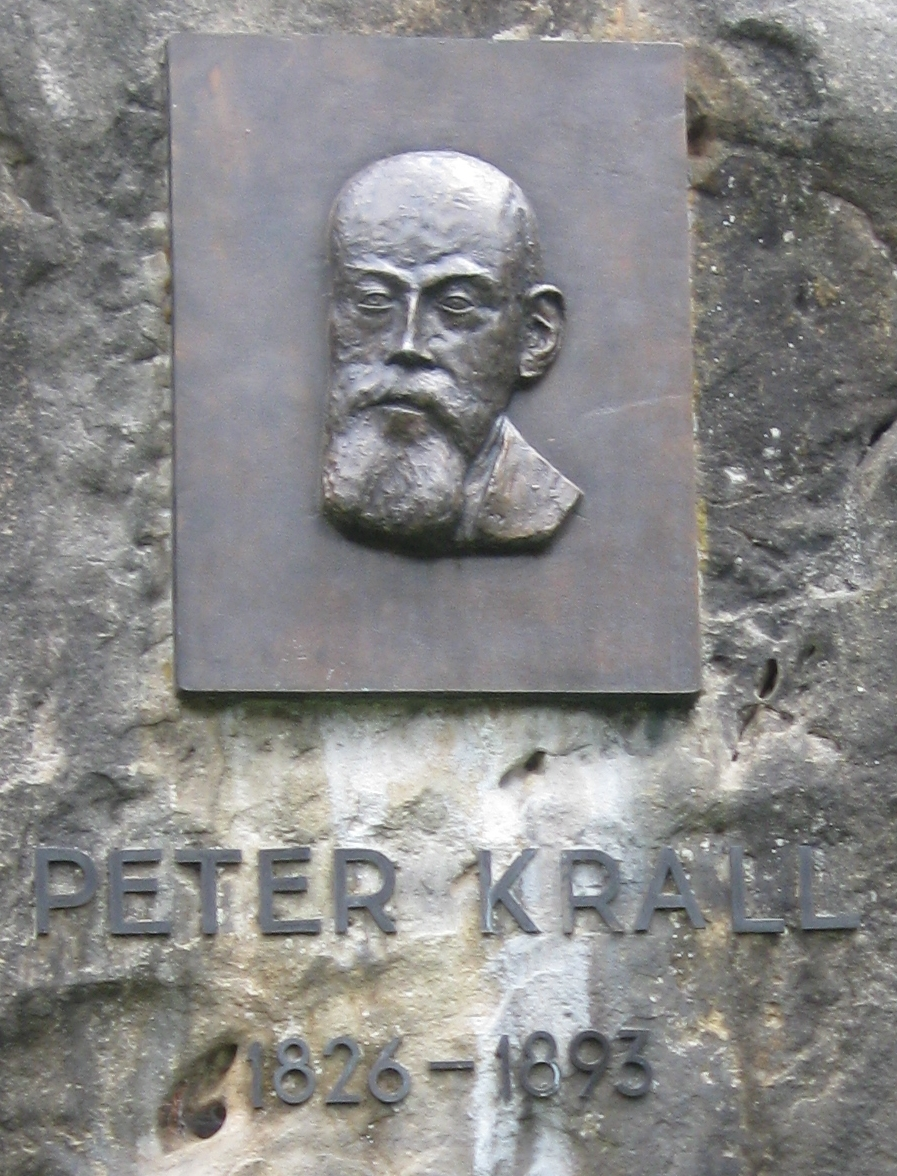
Петер Кралль - предприниматель и меценат

Мёнхенгладбах-Фольксгартен (нем. Mönchengladbach-Volksgarten) — ранее существовавший административный округ в городе Мёнхенгладбах (Северный Рейн-Вестфалия, Германия). На 31 марта 2008 года в Фольксгартене проживало 23 299 человек. В настоящее время он находится в составе крупного административного городского округа Ост (Mönchengladbach Ost). Укрупнение произошло 22 октября 2009 года и с тех пор Фольксгартен потерял административные функции.

## Общая характеристика
Округ Фольксгартен включал в себя три административных района: Люррип (Lürrip), Хардтербройх-Пеш (Hardterbroich-Pesch) и Бунгт (Bungt).
Своё название округ получил из-за расположенного на его территории народного парка, сформировавшегося на берегах ручья Бунгт (пригородная зона отдыха с прудом, местом для купания и старыми красивыми деревьями). Этот парк — подарок горожанам Петера Кралля, который завещал его частное владение в конце XIX века гражданам Мёнхенгладбаха.
На пруду посреди парка устроены катания на лодках и водных велосипедах. Для многих семей Мёнхенгладбаха парк давно стал притягательной силой, поскольку рядом с прудом обустроена большая игровая площадка для детей. Функционирует также концертная сцена.
С 1906 года в Фольксгартене проходят службы в католической церкви святого Бонифация (St. Bonifatius). В Люррипе с 1856 года действует католическая церковь Благовещения Пресвятой Богородицы (St. Maria Empfängnis).

## Фотогалерея

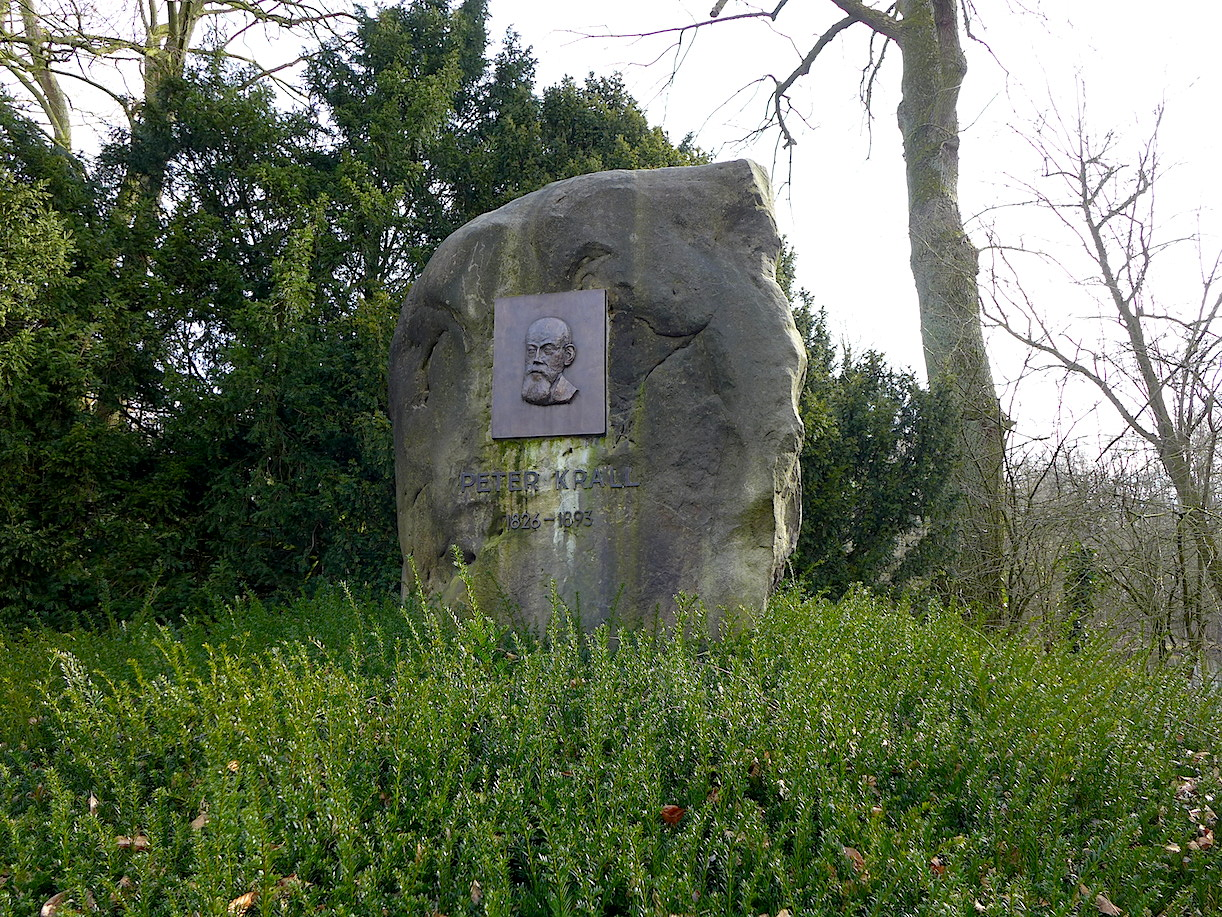
Памятный камень Петеру Краллю
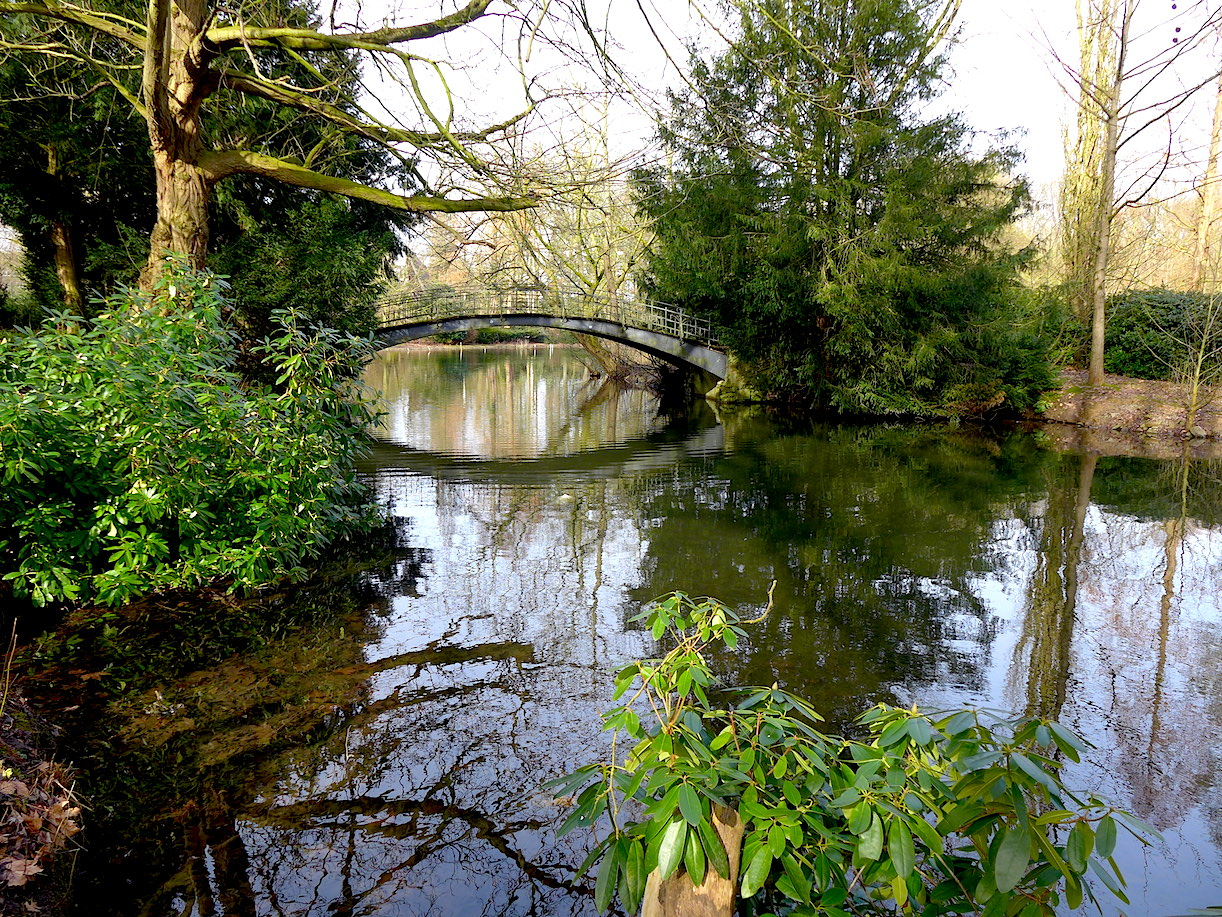
Парк и пруд
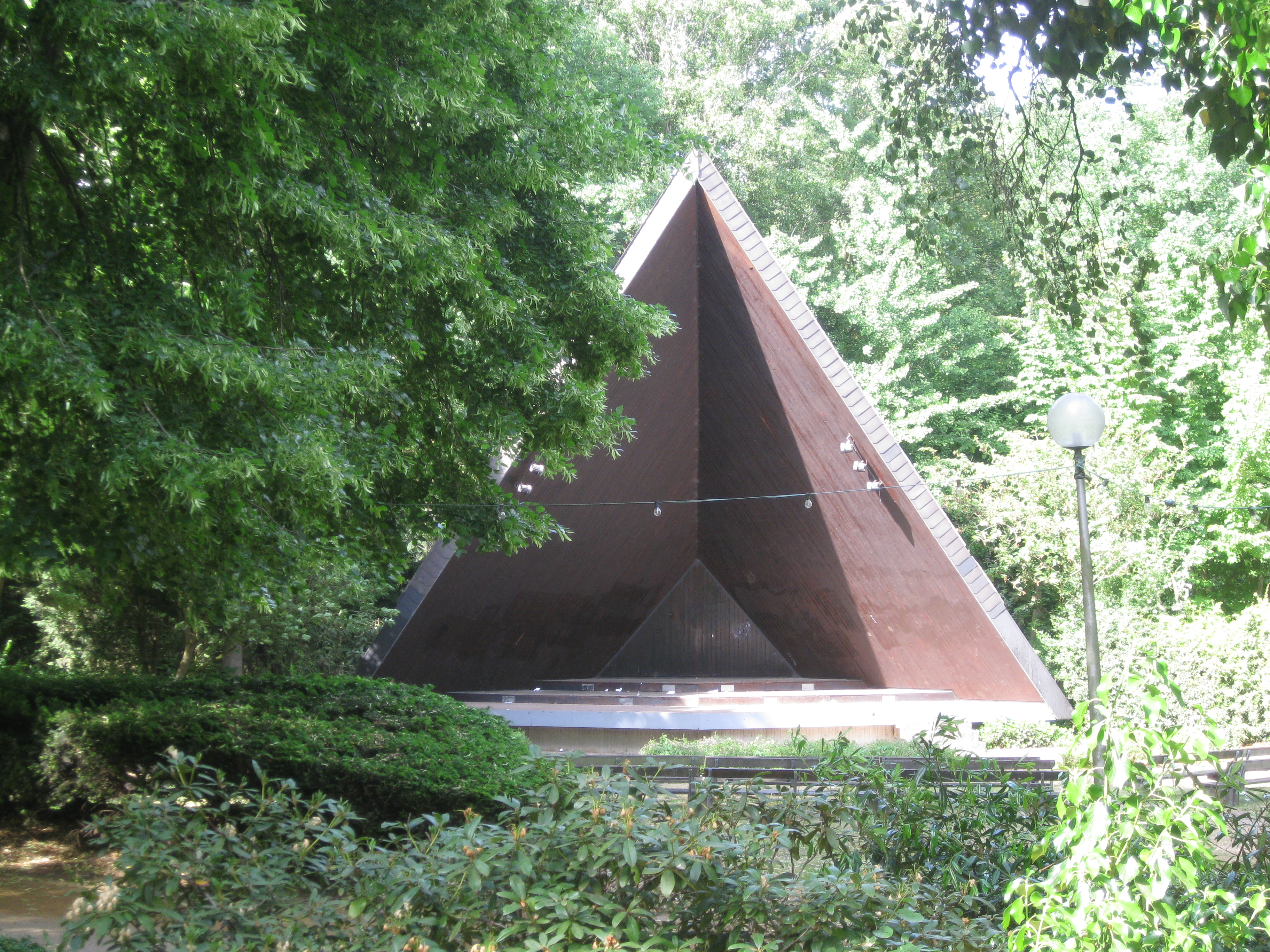
Концертная сцена
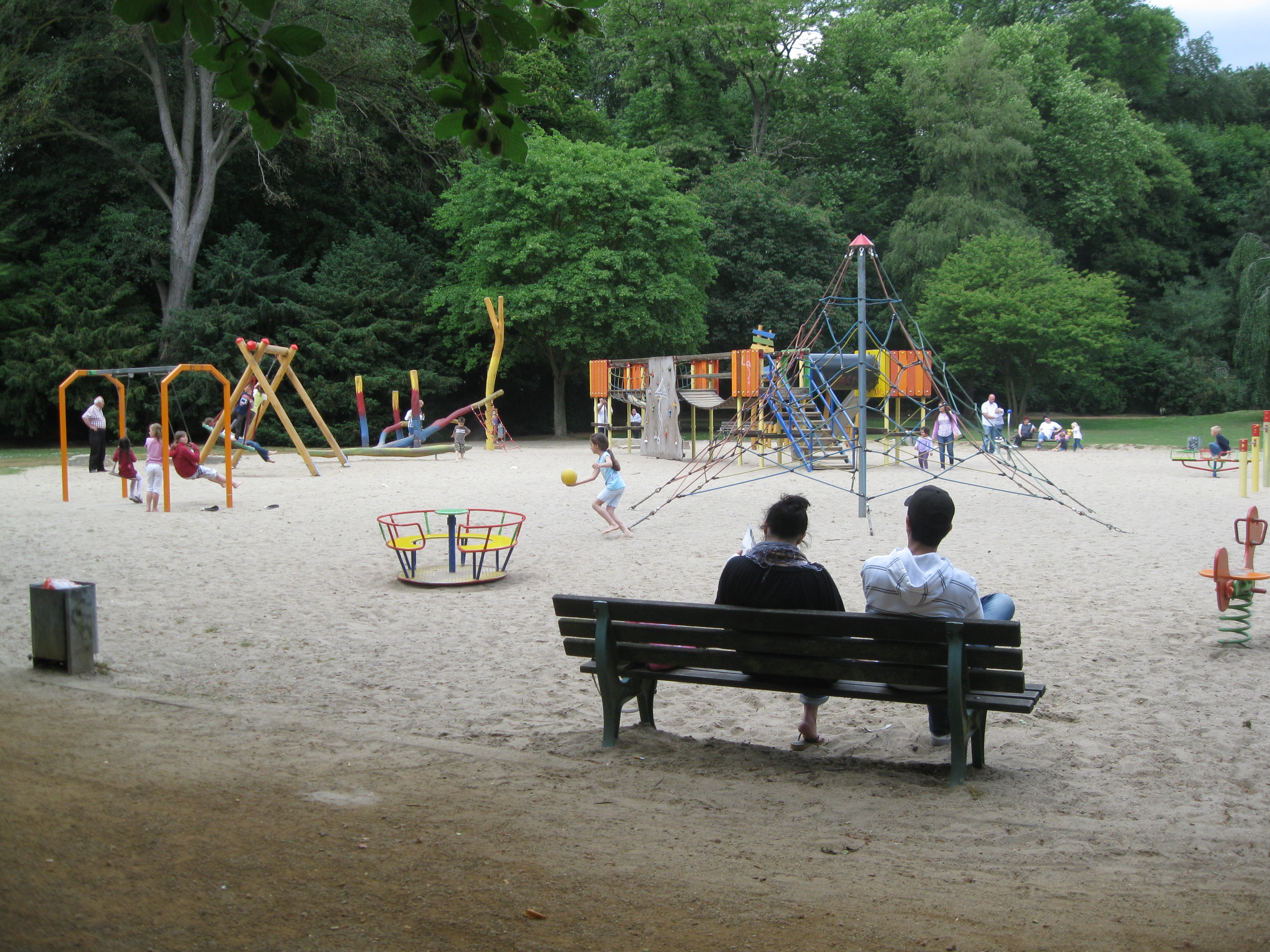
Игровая площадка
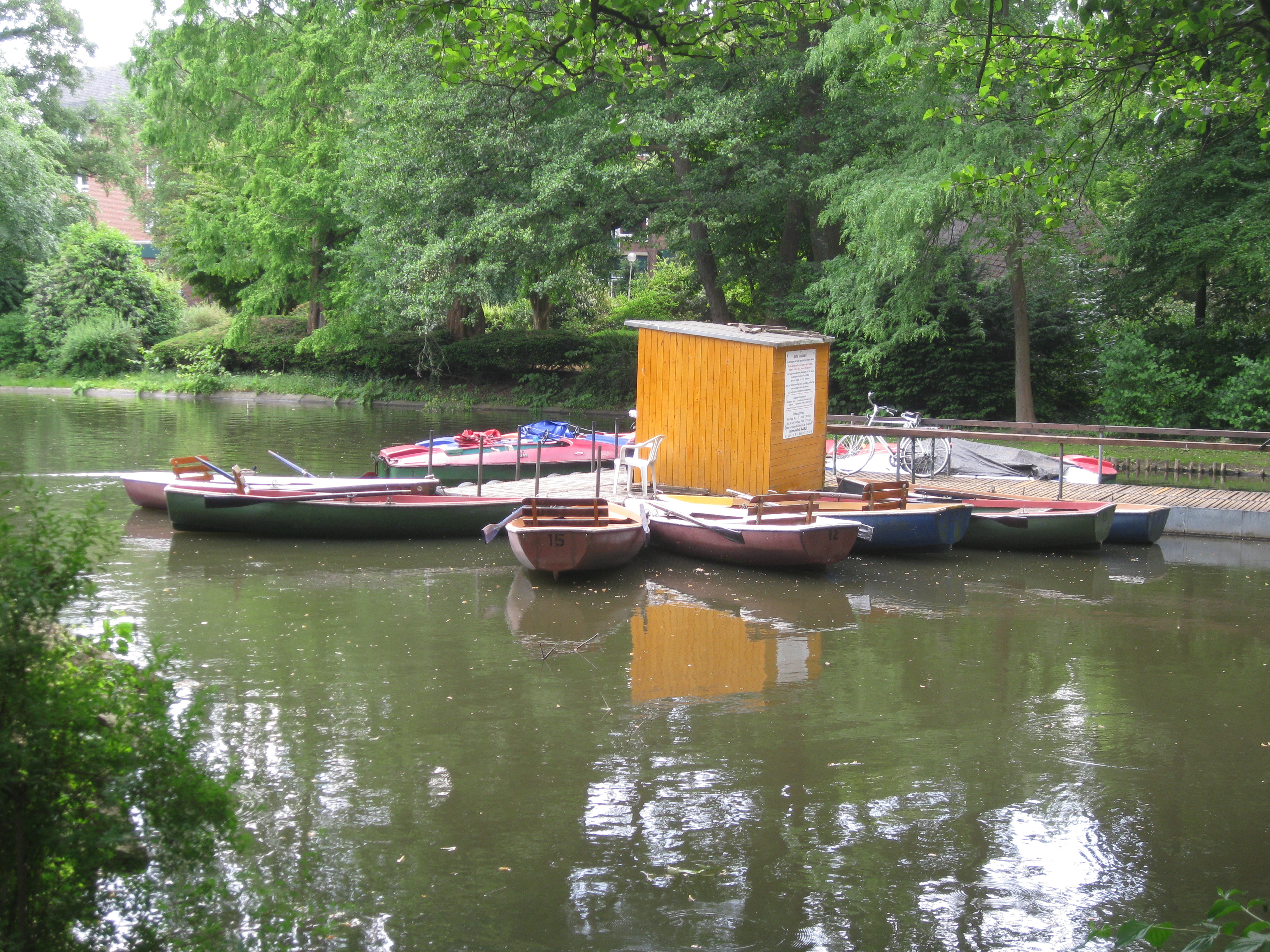
Водная станция